# Флойд, Чарльз
Чарльз Артур Флойд, прозвище Красавчик Флойд (англ. Charles Arthur Floyd, Pretty Boy Floyd, 3 февраля 1904 — 22 октября 1934) — американский грабитель банков начала 30-х годов, «враг общества номер 1» (англ. public enemy number one) по классификации ФБР.

## Юность
Чарльз Артур Флойд родился в городке Адерсвилл в округе Бартоу, штат Джорджия, США. В 1911 году семья перебралась в Оклахому, где Чарльз провел своё детство. Также Флойд некоторое время жил в Арканзасе и Канзасе.

## Преступления
В 1922 году совершил своё первое ограбление, украв 3 доллара 50 центов. В 1925 году Флойд поселился в Сент-Луисе. 16 сентября 1925 года он был арестован за вооружённое ограбление инкассатора, которое принесло ему 11,5 тысяч долларов. Флойд получил пять лет, и, выйдя на свободу через три года, поклялся, что никогда больше не попадёт в тюрьму. Выйдя на свободу, он перенёс свою деятельность в Канзас. 9 марта 1929 года 25-летнего Чарльза Флойда арестовали в Канзас-Сити по подозрению в разбое, однако три дня спустя он был выпущен за отсутствием улик. 6 мая 1929 он был снова арестован по подозрению в разбое, однако на следующий день вновь был выпущен за отсутствием улик. 10 мая 1929 Флойд вновь был арестован полицией в Пуэбло в Колорадо по обвинению в бродяжничестве. Суд приговорил его к двум месяцам заключения и штрафу в 50$.
Выйдя из заключения Флойд взял себе псевдоним Френк Миттчел и направился в Акрон, штат Огайо, где 8 марта 1930 был арестован по подозрению в убийстве полицейского Харленда Менесса, совершённого днём ранее во время ограбления магазина. На следующий день его выпустили за недостатком улик, и Флойд скрылся, но уже 20 мая 1930 года он был замечен при ограблении банка в Толидо. Несколько дней спустя преступник был арестован и обвинён в вооружённом ограблении. 24 ноября 1930 года суд приговорил 26-летнего Чарльза Флойда к 12 годам тюремного заключения в «Ohio State Penitentiary», но уже на следующий день Флойду удалось совершить побег. После побега журналисты наводили справки о Флойде в Канзас-Сити, и одна из местных жительниц назвала его «красавчиком», после чего газеты популяризировали это прозвище.
С этого момента Флойд решил больше не грабить в одиночку, а в начале 1931 года собрал вооружённую банду для ограбления банков. С 1931 по 1932 год банда Красавчика ограбила пятьдесят один банк. Сам гангстер быстро стал легендой и настоящим Робином Гудом для изнурённых кредитами и ипотеками граждан. Банда Чарльза не только грабила банки, но и уничтожала все документы, попадавшие им в руки. Грабители устраивали настоящие костры из векселей, закладных на дома и кредитных договоров. Вместе с дымом в небо уходили и долги фермеров и горожан.
25 марта 1931 года во время ограбления банка в Канзас-Сити, на глазах у нескольких десятков свидетелей, Флойд хладнокровно застрелил из револьвера братьев Уэлли и Болла Эш, затем их трупы были сожжены вместе с их машиной. 23 апреля того же года банда красавчика Флойда расстреляла во время одного из ограблений банка в Боулинг-Грине (штат Огайо) полицейского Ральфа Кастнера, пытавшегося их остановить.
22 июля 1931 года при попытке ареста в Канзас-Сити Чарльз Флойд застрелил из пистолета 45-го калибра агента ATF Кёртиса Брукса и тяжело ранил его напарника. В 1932 году из-за усиления охоты на него в Миссури, Флойд был вынужден переместить свою деятельность в Оклахому: так, 9 апреля 1932 года в округе Макинтош при попытке арестовать Флойда члены его банды расстреляли бывшего шерифа Эрвина Келли. На протяжении последующих месяцев банда Чарльза Флойда продолжала грабить банки по всей Оклахоме, пока 23 ноября 1932 года трое из четырёх членов банды Флойда не были убиты полицейскими при налёте на банк в городе Болей. Сам Чарльз получил ранение, но сумел скрыться и избежать ареста. Затем на некоторое время его биография остаётся неизвестной.

## 1933—1934 и Бойня в Канзас-Сити
ФБР подозревало Флойда в участии в так называемой «Бойне в Канзас-Сити» 17 июня 1933 года, когда неизвестными лицами были убиты трое полицейских и агент ФБР. Участие Флойда в этом инциденте до сих пор не доказано.
Летом 1933 года оправившийся Чарльз Артур Флойд вновь появляется в поле зрения правоохранительных органов: с новыми напарниками — 23-летним Адамом Ричетти (1909—1938) и 19-летним Эусси Элиоттом (1914—1934) он начинает совершать ограбления банков. 8 июня 1933 банда Красавчика Флойда угоняет автомобиль, а 14 июня совершает ограбление банка в штате Миссури на сумму около 1700 $. В этот же день, по недоказанной информации, подвыпившие Ричетти и Флойд якобы застрелили двух полицейских, пытавшихся их арестовать 16 июня 1933 года Флойд, Ричетти и Элиотт захватили автомобиль с заложниками, однако они были позже выпущены. По недоказанной информации, Чарльз Флойд, Берн Миллер и Адам Ричетти в ночь на 17 июня 1933 года расстреляли на вокзале Канзас-Сити двух полицейских, двух агентов ФБР и ранили ещё одного. Также был убит известный преступник Фрэнк Нэш. Однако доказательств, что данное преступление совершили именно они, нет. 29 августа 1933 года Флойд и Ричетти совершили ограбление банка на сумму около 3.000$ и скрылись. Через месяц они появились в Буффало, штат Нью-Йорк, где 21 сентября 1933 года сняли квартиру и переехали к своим подругам Роуз Эш и Болеч Берд, где и прожили, не совершая ограблений, до 1934 года.

## Смерть
3 февраля 1934 года в перестрелке с полицией погиб бывший компаньон Ричетти и Флойда 20-летний Эусси Элиотт.
На следующий день после ликвидации Джонни Диллинджера — 23 июля 1934 года ФБР повысило статус Красавчика Флойда до «Враг общества № 1». 10 октября 1934 года Чарльз Флойд вместе с Адамом Ричетти совершил последнее в своей жизни ограбление банка, в ходе которого застрелил двух полицейских.
Вечером 18 октября 1934 года Чарльз Флойд, Адам Ричетти и их подруги попали в случайную аварию на просёлочной дороге в Ист-Ливерпуль, Огайо, врезавшись в столб в условиях плохой видимости. Никто не пострадал, однако машина не могла ехать, и Флойд и Ричетти отправили девушек в город за эвакуатором, а сами, опасаясь ареста, скрылись в ближайшем лесу. На рассвете 19 октября 1934 года один из местных жителей Джо Фрумен и его сын заметили подозрительных людей в смокингах, бредших по просёлочной дороге, и сообщили об этом местному шерифу. Тот выслал четырёх полицейских для проверки личностей подозрительных особ. Вечером 19 октября 1934 года полицейские во главе с Джоном Фулзом попытались задержать преступников. Заметив полицейских, Ричетти кинулся к ближайшему лесу, а Флойд выхватил револьвер и открыл огонь. Трое из группы Фулза кинулись за Ричетти, и лишь сам Фулз вступил в перестрелку с Флойдом, который ранил в ногу сотрудника полиции. После этого он скрылся в ближайшем лесу. Ричетти же был обнаружен и арестован спустя два часа погони в ночь на 20 октября 1934 года.
Утром 22 октября 1934 года Чарльз Флойд, вооружённый револьвером и автоматом, вышел из леса на ближайшую ферму, где после просьбы получил немного еды от хозяев. Там он был обнаружен агентами ФБР во главе с Мелвином Пёрвисом, который до этого уже принимал участие в ликвидации такого известного гангстера, как Джон Диллинджер. Они приказали ему остановиться, но Красавчик Флойд обстрелял их из пистолета-пулемета Томпсона, а затем быстро побежал к ближайшему лесу. Сотрудники ФБР открыли по убегающему преступнику огонь, вскоре Флойд получил тяжёлое ранение в живот и правую руку от выстрелов из винчестера 38 калибра, произведённых Честером Смиттом, и упал на землю. Подошедший к умирающему Флойду Пёрвис сказал: «Красавчик Флойд, ты арестован за преступления против нации, назови имена своих сообщников и места, где они скрываются», на что преступник ответил: «Я Чарльз Флойд, кажется, вы убили меня, отправляйтесь же к дьяволу…», после чего сразу умер.
26 октября 1934 года Чарльз Артур Флойд был похоронен в городе Акинсе, штат Оклахома. На его похоронах присутствовало около 40 000 человек.

## В культуре

### Комиксы
Комикс Кларка Вестермана и Коди Чемберлена Красавчик, Малыш и Пулемет против Аль Капоне (Pretty, Baby, Machine) рассказывает о событиях 1933 года, когда в США действовал сухой закон. В это время трое гангстеров — Красавчик Флойд, Малыш Нельсон и Пулемётчик Келли — вынуждены были объединить свои силы, чтобы противостоять самому Аль Капоне. Права на экранизацию комикса приобретены Landscape Entertainment.

### Музыка
В 1939 году Вуди Гатри написал «Балладу о красавчике Флойде» (The Ballad of Pretty Boy Floyd), которая впоследствии исполнялась многими другими певцами и группами. В песне Флойд показан как благородный герой, защитник бедняков.
Глэм-группа Pretty Boy Floyd была названа в честь Красавчика.